# Fire and Rain
«Fire and Rain» es una canción del cantautor y guitarrista estadounidense James Taylor, ganador de cinco Premios Grammy. 
Se trata del sencillo que le lanzó al éxito, y está incluido en su segundo álbum, Sweet Baby James (1970), disco que ocupa el puesto 103 de la lista de los 500 mejores álbumes de todos los tiempos de la revista Rolling Stone.
Taylor utilizó experiencias autobiográficas para escribir el tema, pero la letra no se refiere en realidad a ninguna historia real o concreta que realmente le ocurriera. Sin embargo, dio para crear un relato ficticio en torno a la vida amorosa del autor.
Esta canción está incluida en la película Running on Empty como tema principal.